# Unité institutionnelle
Unité institutionnelle est un terme utilisé en comptabilité nationale pour désigner un acteur économique ou un agent économique.
Une unité institutionnelle est un centre de décision autonome pouvant être soit une ou plusieurs personnes physiques (les économistes disent alors qu'il s'agit d'un ménage), soit une personne morale, c'est-à-dire une entreprise, une administration publique ou une association.
Les unités institutionnelles ayant la même activité principale et la même source principale de revenu sont regroupées en secteurs institutionnels.